# Élections régionales de 2010 dans les Pouilles
Les Élections régionales de 2010 dans les Pouilles se sont tenues le 29 mars 2010, afin d'élire les 70 membres du conseil régional de la région des Pouilles pour un mandat de cinq ans.

## Mode de scrutin

Région des Pouilles.

Les Pouilles sont une  région italienne à statut simple. Le conseil régional ainsi que son président sont élus simultanément au suffrage universel direct. Les 68 conseillers sont élus au scrutin proportionnel plurinominal avec listes ouvertes, panachage, vote préférentiel et seuil électoral de 8 %, tandis que le président est élu au scrutin uninominal majoritaire à un tour. Ce dernier se présente obligatoirement en tant que candidat d'une liste en lice pour le conseil régional, ce qui interdit de fait les candidatures sans étiquettes.
Les 68 sièges sont donc repartis à la proportionnelle aux différentes listes ayant franchi le seuil électoral, et à leurs candidats en fonction des votes préférentiels qu'ils ont recueillis. Le seuil de 8 % est abaissé à 4 % pour les listes se présentant au sein d'une coalition ayant atteint le seuil de base. Par ailleurs, le président élu et le candidat arrivé en deuxième place deviennent de droit membres du conseil, ce qui porte le total de conseillers à 70.

### Modalités
L'électeur vote sur un même bulletin pour un candidat à la présidence et pour la liste d'un parti. Il a la possibilité d'exprimer ce vote de plusieurs façons.
- Soit voter pour une liste, auquel cas son vote s'ajoute également à ceux pour le candidat à la présidence soutenu par la liste. Il a également la possibilité d'exprimer un vote préférentiel pour un candidat de son choix sur la liste en écrivant son nom.

- Soit ne voter que pour un candidat à la présidence, auquel cas son vote n'est pas étendu à sa liste.

- Soit préciser son vote pour un candidat et son vote pour une liste. Contrairement à plusieurs autres régions italiennes, l'électeur peut effectuer un panachage en choisissant un candidat à la présidence et une liste ne faisant pas partie de celles soutenant le candidat choisi[1].

### Répartition des sièges
| Provinces                 | Sièges | +/-           |  |
| Bari                      | 20     | 2             |  |
| Barletta-Andria-Trani     | 5      | en stagnation |  |
| Brindisi                  | 8      | 2             |  |
| Foggia                    | 12     | 1             |  |
| Lecce                     | 13     | 1             |  |
| Tarente                   | 10     | en stagnation |  |
| Candidats à la présidence | 2      | en stagnation |  |
| Total                     | 70     | en stagnation |  |

## Résultats
|                                       |                                       |            |            |                      |                                            |                                       |           |         |         |               |               |       |  |  |
| Présidence                            | Présidence                            | Présidence | Présidence | Présidence           | Conseil                                    | Conseil                               | Conseil   | Conseil | Conseil | Conseil       | Conseil       | Total |  |  |
| Candidats                             | Candidats                             | Votes      | %          | Sièges               | Partis                                     | Partis                                | Votes     | %       | +/-     | Sièges        | +/-           | Total |  |  |
|                                       | Nichi Vendola (SEL)                   | 1 036 638  | 48,69      | 1                    |                                            | Parti démocrate (PD)                  | 410 395   | 20,75   | 5,62    | 19            | 3             |       |  |  |
|                                       | Nichi Vendola (SEL)                   | 1 036 638  | 48,69      | 1                    | Gauche, écologie et liberté (SEL)          | 192 604                               | 9,74      | Nv.     | 9       | 9             |               |       |  |  |
|                                       | Nichi Vendola (SEL)                   | 1 036 638  | 48,69      | 1                    | Italie des valeurs (IdV)                   | 127 865                               | 6,47      | 4,69    | 5       | 4             |               |       |  |  |
|                                       | Nichi Vendola (SEL)                   | 1 036 638  | 48,69      | 1                    | Les Pouilles pour Vendola                  | 109 382                               | 5,53      | Nv.     | 5       | 5             |               |       |  |  |
|                                       | Nichi Vendola (SEL)                   | 1 036 638  | 48,69      | 1                    | Liste commune FdS-FdV                      | 64 441                                | 3,26      | 5,62    | —       | 7             |               |       |  |  |
|                                       | Nichi Vendola (SEL)                   | 1 036 638  | 48,69      | 1                    | Liste Bonino-Pannella (LBP)                | 6 005                                 | 0,30      | Nv.     | —       | en stagnation |               |       |  |  |
| Total Centre-gauche                   | Total Centre-gauche                   | 1 036 638  | 48,69      | 1                    | 910 692                                    | 46,05                                 | 3,64      | 38      | 3       | 39            |               |       |  |  |
|                                       | Rocco Palese (PdL)                    | 899 590    | 42,25      | 1                    |                                            | Le Peuple de la Liberté (PdL)         | 615 064   | 31,10   | 1,20    | 20            | 3             |       |  |  |
|                                       | Rocco Palese (PdL)                    | 899 590    | 42,25      | 1                    | Les Pouilles d’abord (PPT)                 | 139 379                               | 7,05      | 2,10    | 4       | 4             |               |       |  |  |
|                                       | Rocco Palese (PdL)                    | 899 590    | 42,25      | 1                    | Apuliens pour Rocco Palese                 | 95 070                                | 4,81      | Nv.     | 2       | 2             |               |       |  |  |
|                                       | Rocco Palese (PdL)                    | 899 590    | 42,25      | 1                    | Alliance de centre (AdC)                   | 11 047                                | 0,56      | Nv.     | —       | en stagnation |               |       |  |  |
|                                       | Rocco Palese (PdL)                    | 899 590    | 42,25      | 1                    | Union des démocrates pour l'Europe (UDEUR) | 9 125                                 | 0,46      | 2,82    | —       | 3             |               |       |  |  |
|                                       | Rocco Palese (PdL)                    | 899 590    | 42,25      | 1                    | Parti des retraités (PP)                   | 4 777                                 | 0,24      | 0,06    | —       | en stagnation |               |       |  |  |
| Total Centre-droit                    | Total Centre-droit                    | 899 590    | 42,25      | 1                    | 874 462                                    | 44,22                                 | 5,33      | 26      | 1       | 27            |               |       |  |  |
|                                       | Adriana Poli Bortone (IS)             | 185 370    | 8,71       | —                    |                                            | Union de centre (UdC)                 | 128 542   | 6,50    | 1,29    | 4             | en stagnation |       |  |  |
|                                       | Adriana Poli Bortone (IS)             | 185 370    | 8,71       | —                    | Io Sud (IS)                                | 57 901                                | 2,93      | Nv.     | —       | en stagnation |               |       |  |  |
| Total Poli Bortone pour la présidence | Total Poli Bortone pour la présidence | 185 370    | 8,71       | —                    | 186 443                                    | 9,43                                  | Nv.       | 4       | 4       | 4             |               |       |  |  |
|                                       | Michele Rizzi                         | 7 376      | 0,35       | —                    |                                            | Parti d’Alternative communiste (PdAC) | 5 834     | 0,30    | Nv.     | 0             | en stagnation | 0     |  |  |
|                                       |                                       |            |            |                      |                                            |                                       |           |         |         |               |               |       |  |  |
| Votes valides                         | Votes valides                         | 2 128 974  | 94,81      |                      | Votes valides                              | Votes valides                         | 1 977 431 | 88,07   |         |               |               |       |  |  |
| Votes blancs et nuls                  | Votes blancs et nuls                  | 116 438    | 5,19       | Votes blancs et nuls | Votes blancs et nuls                       | 267 981                               | 11,93     |         |         |               |               |       |  |  |
| Total candidats                       | Total candidats                       | 2 245 412  | 100        | 2                    | Total partis                               | Total partis                          | 2 245 412 | 100     | -       | 68            | en stagnation | 70    |  |  |
| Abstentions                           | Abstentions                           | 1 308 175  | 36,81      |                      |                                            |                                       |           |         |         |               |               |       |  |  |
| Inscrits/Participation                | Inscrits/Participation                | 3 553 587  | 63,19      |                      |                                            |                                       |           |         |         |               |               |       |  |  |